# هوتشوي سارة سارة
هوتشوي سارة سارة هو جبل يبلغ ارتفاعه 5131 مترًا (16.834 قدمًا) في سلسلة جبال وانسو في جبال الأنديز في بيرو. يقع في منطقة أبوريماك، مقاطعة أنتابامبا، في مقاطعتي أنتابامبا وخوان إسبينوزا ميدرانو. يقع هوتشوي سارة سارة جنوب كوري واراكا وشمال سارة سارة.